# Eye to Eye (Tyran' Pace)
Eye to Eye è l'album studio di debutto del gruppo musicale tedesco Tyran' Pace, pubblicato nel 1984.

## Il disco
È per il frontman Ralf Scheepers è il primo album in carriera e nel disco come nella sua voce è molto presente un'impostazione alla Judas Priest.

## Tracce
1. Highway Knights
2. Kinves and Bones
3. Black Leather Beauty
4. Let It Rock
5. Fight Fever
6. Eye to Eye
7. State of the Kind
8. Come Get It
9. Leave Me Tonight

## Formazione
- Ralf Scheepers - voce
- Oliver Kaufmann - chitarra
- Michael D. Young - Chitarra
- Frank Mittelbach - Chitarra
- Andy Ahues - basso elettrico
- Edgar Patrik - batteria